# 阿歷斯·莫屈特
阿歷斯·占士·莫屈特（英語：Alex James Mowatt，1995年2月13日—）是一名英格蘭足球員 ，司職正中場，亦可擔任翼鋒，現效力於英冠球會西布罗姆维奇。

## 榮譽
個人
- 列斯聯年度最佳青年球員： 2013/14年；
- 列斯聯年度最佳球員：2014/15年；
- 列斯聯球員先生：2014/15年；
- 英格蘭足球聯賽每月最佳青年球員：2014年11月

## 外部連結
- 足球数据库：阿歷斯·莫屈特的球员统计数据